# Una donna libera
Una donna libera è un film drammatico del 1954 diretto da Vittorio Cottafavi e tratto dall'omonima pièce teatrale di Malena Sandor.

## Trama
Liana, ragazza benestante, intelligente e laureata in architettura, aspira a una vita libera e indipendente e per questo, dopo aver incontrato il bel Gerardo Villabruna, un musicista mediocre e fatuo, annulla il matrimonio con l'ingegnere Fernando e fugge con lui ad Amalfi. Gerardo ammette di aver passato dei bei momenti con lei, ma sostiene di essere impegnato con la musica e che deve partire per una lunga tournée. Dopo un discorso durissimo con la madre, rassegnata a un matrimonio senza amore e a un ruolo subordinato della donna, Liana parte per Parigi, dove trova un'occupazione che tuttavia non la soddisfa. Qui fa la conoscenza con Massimo Marchi, un ricco armatore, che sposa per poi pentirsene dopo appena un anno.
Anche in questo caso sente il matrimonio più come una gabbia e, non appena rivede per caso Gerardo, lo raggiunge a casa sua: resasi però conto delle sue numerose avventure e anche sesso occasionale con più persone contemporaneamente, finalmente lo lascia, e lascia anche il marito.
Torna quindi nella sua casa d'infanzia, dopo la morte della madre, per provvedere alla famiglia che ha bisogno di lei: la sorella minore Leonora, corteggiata anche lei dal libertino Gerardo, rischia di commettere lo stesso suo errore partendo con lui. Affronta la coppia, ma poi spara all'uomo e si costituisce spontaneamente alla polizia, pur di non avere più nulla a che fare con uomini infedeli o irrispettosi con le donne.

## Produzione
Rispetto ai canoni dei cosiddetti melodrammi strappalacrime, in voga tra il pubblico italiano in quel periodo, il film di Cottafavi, benché prodotto dalla Romana Film, vera specialista nel campo dei classici mélo a basso costo, si muove in totale controtendenza nel genere, mostrando un'attenzione quasi esclusiva verso una figura femminile emancipata ed indipendente, fortemente critica verso i meccanismi del potere e del denaro.

### Riprese
Le riprese del film, svolte tra Italia e Francia (le due nazionalità di tutti gli attori), ebbero come principali location Parigi, Amalfi, Trastevere e per gli interni gli stabilimenti Incir-De Paolis di Roma.

## Colonna sonora
La colonna sonora di Ezio Carabella venne parzialmente ispirata ai brani di Čajkovskij.

## Distribuzione
Il film venne distribuito nelle sale cinematografiche italiane dal 29 dicembre del 1954; per poi uscire in seguito anche in Francia, il 19 agosto 1955 con il titolo Femmes libres.
In seguito fu distribuito anche nei Paesi anglofoni con il titolo tradotto letteralmente A Free Woman.

## Accoglienza

### Critica
Il film è stato poi selezionato tra i 100 film italiani da salvare.